# 女川コンテナ村商店街
女川コンテナ村商店街（おながわコンテナむらしょうてんがい）は、東日本大震災後に宮城県牡鹿郡女川町に開設されていた仮設商店街である。

## 概要
東北地方太平洋沖地震の大津波で被災した女川の街では、海に近い位置にあった中心商店街が全壊したため、地区の住民にとっては近場にある商店街の必要性が大きかった。
女川町商工会青年部、青年部OBがいち早く立ち上げたのが、NGO「難民を助ける会」から提供を受けた輸送コンテナ（幅6メートル、奥行き2メートル）11個を利用した当仮設商店街。
女川港から約１キロ離れた小高い土地にオープンした。当時は、食料品店、衣料品店、電気店、生花店、飲食店など全8店舗が軒を連ね、津波で店を失った店主たちが営業を再開した。

## 沿革
- 2011年（平成23年）7月1日 - 東日本大震災から約4カ月後に、いちはやくオープン[2]。
- 2012年（平成24年）6月 - 大工ボランティアによる、本格的な店舗拡張サポート工事が完成。
- 2014年（平成26年）12月 - 冬の恒例イベントとなっていた商店街最後のイルミネーション。（平成27年1月15日までの１カ月間）
- 2015年（平成27年） - 仮設商店街の敷地が宅地となるため借地期限を迎え、各店舗はJR東日本女川駅前や高台などに移転。

## 所在地
- 〒986-2243 宮城県牡鹿郡女川町鷲神浜堀切5

## 周辺の見所
- マリンパル女川
- コバルトライン、大六天展望台
- 足島
- 女川いのちの石碑
- きぼうのかね商店街
- おしか御番所公園
- おしかのれん街
- 女川温泉ゆぽっぽ
- シーパルピア女川